# Ajak
Ajak is een stad (város) en gemeente in het Hongaarse comitaat Szabolcs-Szatmár-Bereg. Ajak telt 3952 inwoners (2001).